# Safre
El safre és un pigment blau profund obtingut d'un òxid de cobalt, sovint mesclat amb quartz. El safre s'ha emprat sovint en la fabricació de vidre i ceràmica per tal d'obtenir-hi un to del color blau en l'esmalt (esmaltina). El primer ús d'aquest mot per denotar en nom d'un to de blau fou a Anglaterra durant la dècada del 1550s.